# 1072
Il 1072 (MLXXII in numeri romani) è un anno bisestile dell'XI secolo.

## Eventi
- Ruggero I di Sicilia entra a Palermo nominandosi conte di Sicilia

## Nati
- Agnese di Waiblingen, nobile tedesca († 1143)
- Wulfhilde di Sassonia, nobile tedesca († 1126)
- Tancredi di Galilea, nobile e cavaliere medievale italiano († 1112)

## Morti
- 7 febbraio - Diarmait mac Máel na mBó, sovrano irlandese
- 22 febbraio - Stigand, arcivescovo cattolico inglese
- 16 marzo - Adalberto di Brema, arcivescovo cattolico tedesco
- 28 marzo - Ordulfo di Sassonia, nobile tedesco
- 17 aprile - Sabrisho III Zambur, vescovo cristiano orientale siro
- 29 giugno - Romano IV Diogene, imperatore bizantino
- 19 agosto - Havoise di Bretagna, duchessa
- 22 settembre - Ouyang Xiu, poeta, scrittore e storico cinese (n. 1007)
- 7 ottobre - Sancho II di Castiglia, re (n. 1036)
- 24 novembre - Bagrat IV di Georgia, sovrano georgiano (n. 1018)
- Adamo, abate italiano
- Alp Arslan, sultano turco
- Serlone II d'Altavilla, cavaliere medievale normanno
- Leofric, vescovo inglese
- Antipapa Onorio II, vescovo cattolico italiano
- Maredudd ab Owain ab Edwin, principe
- Pier Damiani, teologo, vescovo cattolico e cardinale italiano (n. 1007)
- Georgi Vojteh, militare bulgaro

## Calendario
| Calendario 1072 | Calendario 1072 | Calendario 1072 | Calendario 1072 | Calendario 1072 | Calendario 1072 | Calendario 1072 | Calendario 1072 | Calendario 1072 | Calendario 1072 | Calendario 1072 | Calendario 1072 | Calendario 1072 | Calendario 1072 | Calendario 1072 | Calendario 1072 | Calendario 1072 | Calendario 1072 | Calendario 1072 | Calendario 1072 | Calendario 1072 | Calendario 1072 | Calendario 1072 | Calendario 1072 | Calendario 1072 | Calendario 1072 | Calendario 1072 | Calendario 1072 | Calendario 1072 | Calendario 1072 | Calendario 1072 | Calendario 1072 | Calendario 1072 |
| --------------- | --------------- | --------------- | --------------- | --------------- | --------------- | --------------- | --------------- | --------------- | --------------- | --------------- | --------------- | --------------- | --------------- | --------------- | --------------- | --------------- | --------------- | --------------- | --------------- | --------------- | --------------- | --------------- | --------------- | --------------- | --------------- | --------------- | --------------- | --------------- | --------------- | --------------- | --------------- | --------------- |
|                 | 1               | 2               | 3               | 4               | 5               | 6               | 7               | 8               | 9               | 10              | 11              | 12              | 13              | 14              | 15              | 16              | 17              | 18              | 19              | 20              | 21              | 22              | 23              | 24              | 25              | 26              | 27              | 28              | 29              | 30              | 31              |                 |
| Gennaio         | Do              | Lu              | Ma              | Me              | Gi              | Ve              | Sa              | Do              | Lu              | Ma              | Me              | Gi              | Ve              | Sa              | Do              | Lu              | Ma              | Me              | Gi              | Ve              | Sa              | Do              | Lu              | Ma              | Me              | Gi              | Ve              | Sa              | Do              | Lu              | Ma              |                 |
| Febbraio        | Me              | Gi              | Ve              | Sa              | Do              | Lu              | Ma              | Me              | Gi              | Ve              | Sa              | Do              | Lu              | Ma              | Me              | Gi              | Ve              | Sa              | Do              | Lu              | Ma              | Me              | Gi              | Ve              | Sa              | Do              | Lu              | Ma              | Me              |                 |                 |                 |
| Marzo           | Gi              | Ve              | Sa              | Do              | Lu              | Ma              | Me              | Gi              | Ve              | Sa              | Do              | Lu              | Ma              | Me              | Gi              | Ve              | Sa              | Do              | Lu              | Ma              | Me              | Gi              | Ve              | Sa              | Do              | Lu              | Ma              | Me              | Gi              | Ve              | Sa              |                 |
| Aprile          | Do              | Lu              | Ma              | Me              | Gi              | Ve              | Sa              | Do              | Lu              | Ma              | Me              | Gi              | Ve              | Sa              | Do              | Lu              | Ma              | Me              | Gi              | Ve              | Sa              | Do              | Lu              | Ma              | Me              | Gi              | Ve              | Sa              | Do              | Lu              |                 |                 |
| Maggio          | Ma              | Me              | Gi              | Ve              | Sa              | Do              | Lu              | Ma              | Me              | Gi              | Ve              | Sa              | Do              | Lu              | Ma              | Me              | Gi              | Ve              | Sa              | Do              | Lu              | Ma              | Me              | Gi              | Ve              | Sa              | Do              | Lu              | Ma              | Me              | Gi              |                 |
| Giugno          | Ve              | Sa              | Do              | Lu              | Ma              | Me              | Gi              | Ve              | Sa              | Do              | Lu              | Ma              | Me              | Gi              | Ve              | Sa              | Do              | Lu              | Ma              | Me              | Gi              | Ve              | Sa              | Do              | Lu              | Ma              | Me              | Gi              | Ve              | Sa              |                 |                 |
| Luglio          | Do              | Lu              | Ma              | Me              | Gi              | Ve              | Sa              | Do              | Lu              | Ma              | Me              | Gi              | Ve              | Sa              | Do              | Lu              | Ma              | Me              | Gi              | Ve              | Sa              | Do              | Lu              | Ma              | Me              | Gi              | Ve              | Sa              | Do              | Lu              | Ma              |                 |
| Agosto          | Me              | Gi              | Ve              | Sa              | Do              | Lu              | Ma              | Me              | Gi              | Ve              | Sa              | Do              | Lu              | Ma              | Me              | Gi              | Ve              | Sa              | Do              | Lu              | Ma              | Me              | Gi              | Ve              | Sa              | Do              | Lu              | Ma              | Me              | Gi              | Ve              |                 |
| Settembre       | Sa              | Do              | Lu              | Ma              | Me              | Gi              | Ve              | Sa              | Do              | Lu              | Ma              | Me              | Gi              | Ve              | Sa              | Do              | Lu              | Ma              | Me              | Gi              | Ve              | Sa              | Do              | Lu              | Ma              | Me              | Gi              | Ve              | Sa              | Do              |                 |                 |
| Ottobre         | Lu              | Ma              | Me              | Gi              | Ve              | Sa              | Do              | Lu              | Ma              | Me              | Gi              | Ve              | Sa              | Do              | Lu              | Ma              | Me              | Gi              | Ve              | Sa              | Do              | Lu              | Ma              | Me              | Gi              | Ve              | Sa              | Do              | Lu              | Ma              | Me              |                 |
| Novembre        | Gi              | Ve              | Sa              | Do              | Lu              | Ma              | Me              | Gi              | Ve              | Sa              | Do              | Lu              | Ma              | Me              | Gi              | Ve              | Sa              | Do              | Lu              | Ma              | Me              | Gi              | Ve              | Sa              | Do              | Lu              | Ma              | Me              | Gi              | Ve              |                 |                 |
| Dicembre        | Sa              | Do              | Lu              | Ma              | Me              | Gi              | Ve              | Sa              | Do              | Lu              | Ma              | Me              | Gi              | Ve              | Sa              | Do              | Lu              | Ma              | Me              | Gi              | Ve              | Sa              | Do              | Lu              | Ma              | Me              | Gi              | Ve              | Sa              | Do              | Lu              |                 |